# Marc Dacier
Marc Dacier ist eine zwischen 1958 und 1967 erschienene frankobelgische Comicserie.

## Handlung
Marc Dacier möchte Reporter einer renommierten Zeitung werden. Der Chefredakteur gibt ihm trotz seiner Jugend die Gelegenheit dazu. Die Reportagen führen ihn direkt in große Abenteuer rund um den Erdball.

## Hintergrund
Jean-Michel Charlier schrieb die Texte, die Eddy Paape zeichnerisch umsetzte. Die Serie erschien zwischen 1958 und 1967 in Spirou. Zwei verschiedene Verlage brachten die Alben heraus. Es folgte eine Neuauflage und eine Gesamtausgabe. 
Beginnend im September 2023 erscheint eine deutsche Ausgabe beim All Verlag.

## Geschichten
- Aventures autour du monde (1958–1959)
- À la poursuite du soleil (1959)
- Au-delà du Pacifique (1959–1960)
- Les Secrets de la mer de Corail (1960)
- Le Péril guette sous la mer (1960–1961)
- Les Sept cités de Cibola (1961–1962)
- La Main noire (1962–1963)
- L’Abominable homme des Andes (1963)
- L’Empire du soleil (1963–1964)
- Les Négriers du ciel (1964)
- Chasse à l’homme (1964–1965)
- L’Or du vent d’est (1965–1966)
- Le Train fantôme (1967)